# Cloris Leachman
Cloris Leachman (Des Moines (Iowa), 30 april 1926 – Encinitas (Californië), 26 januari 2021) was een Amerikaanse actrice bekend van theater, film en televisie. Ze heeft veel prijzen gewonnen waaronder een Academy Award, Emmy en Golden Globe. Ze won acht primetime Emmy’s en was jarenlang hiermee recordhoudster tot Julia Louis-Dreyfus zich in 2017 op gelijke hoogte hees toen ze haar zesde opeenvolgende Emmy voor haar rol in Veep won.

## Biografie
Leachman werd geboren in Des Moines, Iowa als de oudste van drie zusters van Buck en Cloris Leachman. Ze studeerde drama op de Northwestern University waar ze klasgenoot was van toekomstig komisch acteur Paul Lynde. In 1946 werd ze Miss Chicago en nam ze daarna deel aan Miss America, kort daarna begon haar televisie en filmcarrière.

### Carrière

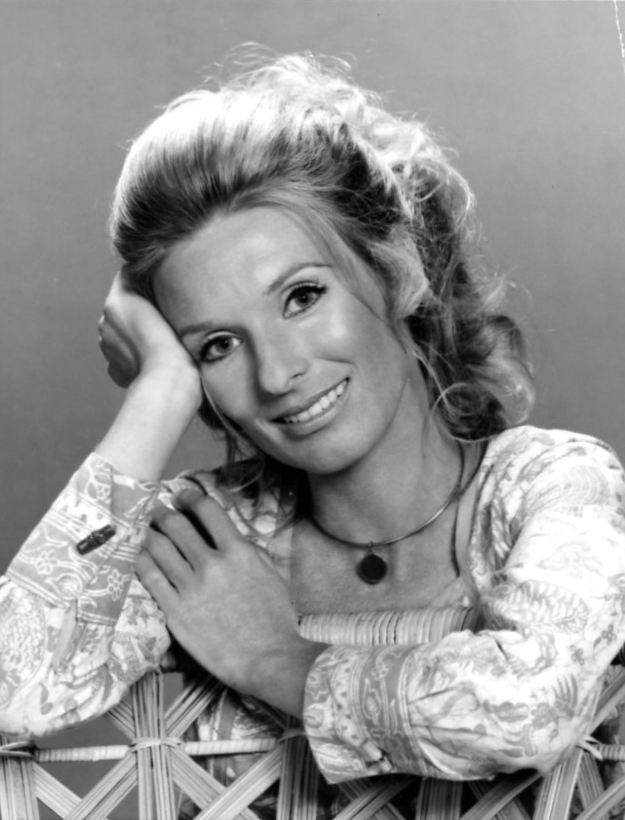
Leachman in 1970

In de jaren 50 verscheen ze in vele live televisieprogramma's. Haar filmdebuut kwam er in 1955 met de film Kiss Me Deadly. Ze speelde nog in films maar werd toch actiever op de televisie, ze speelde gastrollen in populaire series als Rawhide en The Twilight Zone en speelde ook één seizoen mee in Lassie.
De meeste successen stamden echter uit de jaren 70 toen ze de vijftig naderde. In 1971 won ze een Oscar voor haar rol in de film The Last Picture Show. Een jaar eerder werd ze ook opgenomen in de successerie The Mary Tyler Moore Show waarin ze de nieuwsgierige huisbazin van Mary Richards, Phyllis Lindstrom, speelde. In 1974 vertolkte ze de rol van Frau Blücher in Mel Brooks meesterwerk Young Frankenstein . In 1975 kreeg ze haar eigen serie rond haar personage, Phyllis. De serie stopte na twee seizoenen. Voor deze rol won ze twee Emmy's en een Golden Globe. In 1978 won ze de Sarah Siddons Award voor haar theaterwerk.
Meer recent speelde ze Grandma Ida in de sitcom Malcolm in the Middle waarvoor ze zes opeenvolgende Emmy-nominaties kreeg en er twee won.

### Persoonlijk leven
Leachman was 26 jaar getrouwd (1953-1979) met Hollywood-impresario George Englund met wie ze vier zonen en een dochter heeft. In 1979 scheidden ze, Englund had de reputatie van een rokkenjager te zijn en zou vreemdgaan, waaronder een affaire met Joan Collins.
Haar zoon Bryan Englund stierf aan een overdosis drugs in 1986. Andere zoon George Englund Jr. was de tweede man van actrice Sharon Stone. Leachmans schoonmoeder was actrice Mabel Albertson.

## Prijzen

### Academy Award
- Academy Award voor Beste Vrouwelijke Bijrol

1971 - The Last Picture Show

### Emmy Award[1]
- Beste vrouwelijke hoofdrol in een miniserie of televisiefilm

1973 - A Brand New Life
- Beste vrouwelijke bijrol in een comedyserie

1974 - The Mary Tyler Moore Show
- Beste vrouwelijke gastrol in een comedyserie

1975 - The Mary Tyler Moore Show
- Outstanding Supporting Individual Performance - Variety/Music Program

1975 - Cher
- Daytime Emmy - Outstanding Performer In A Children's Series

1983 - ABC Afterschool Specials: The Woman Who Willed a Miracle (#11.4)
- Outstanding Individual Performance - Variety/Music Program

1984 - Screen Actors Guild 50th Anniversary Celebration
- Beste gastrol in een dramaserie

1998 - The Promised Land
- Beste gastrol in een comedyserie

2000 - Malcolm in the Middle
2006 - Malcolm in the Middle

### Golden Globe
- Beste tv-actrice in een komedie/musical

1976 - Phyllis

### BAFTA
- Beste vrouwelijke bijrol

1971 - The Last Picture Show